# San Luis (De Baleariske Øer)
 For alternative betydninger, se San Luis (flertydig). (Se også artikler, som begynder med San Luis)
San Luis (catalansk: Sant Lluís) er en by og kommune i det østlige Spanien på øen Menorca i provinsen De Baleariske Øer. Den har et indbyggertal på 7.130 (2024) indbyggere.